# Gonostemon fissirostris
Gonostemon fissirostris là một loài thực vật có hoa trong họ La bố ma. Loài này được (Jacq.) P.V. Heath mô tả khoa học đầu tiên năm 1993.